# Numerele de înmatriculare auto în Republica Moldova
Numerele de înmatriculare în Republica Moldova sunt alcătuite de regulă din trei litere si trei cifre aleatorii, conform standardului de emitere actual. Mai devreme, acestea erau alcătuite din codul raionului/municipiului/unității teritoriale (una sau două litere) + două litere aleatorii și un număr format din trei cifre. Din 1 noiembrie 2011 stema de stat a Republicii Moldova a fost pe fond albastru, culoarea fundalului numerelor de înmatriculare a fost albă și avea elemente suplimentare de protecție.

## Plăcuțe de înmatriculare moderne
Plăcuțele de înmatriculare ale vehiculelor sunt standardizate prin SM 122: 2014, care a intrat în vigoare la 1 aprilie 2015. În partea stângă, pe fond albastru, se află o simbolistică națională (codul de țară al mașinii și steagul de stat ). Numărul este executat cu vopsea neagră folosind fontul FE-Schrift [en], care este bine protejat de contrafacere. Există o hologramă în centrul semnului, există și un loc pentru un cupon de inspecție tehnică. Prețul numerelor de înmatriculare a crescut cu 40%. 

Numere de înmatriculare auto în Republica Moldova pânǎ la 1 noiembrie 2011

Unele combinații de trei litere sunt interzise. Pentru o taxă suplimentară, puteți selecta combinația dorită de litere și cifre ale numărului dintre cele disponibile. Plăcuțele de înmatriculare pot fi transferate de la un vehicul la altul, precum și transferate altui proprietar atunci când vehiculul este vândut.
Plăcuțele de înmatriculare de stil vechi emise din 1992 până în 2015 nu fac obiectul unei înlocuiri obligatorii și pot fi folosite pe o perioadă nelimitată de timp, până la următoarea înmatriculare a vehiculului, și nu pot fi transferate la alt vehicul și transferate unui nou proprietar atunci când vehiculul este vândut.
În același timp, plăcuțele de înmatriculare în stil vechi (emise cu referire la regiuni), emise din 1992 până în 2015, și care au fost comandate de proprietar cu combinația dorită de litere (se aplică doar seriei, adică două litere interne) sau numere, este posibil să se înlocuiască pe plăci de tip nou.

## Plăcuțe de înmatriculare 1992-2015

### 1992-2011

Harta Republicii Moldova cu raioanele

În 1992, pe teritoriul Moldovei a început eliberarea plăcuțelor de înmatriculare proprii. Dimensiunea plăcuțelor de înmatriculare pentru autovehicule este de 520 × 112 mm sau 245 × 135 mm. Mașinile trebuie să aibă plăcuță de înmatriculare atât în față, cât și în spate. Plăcuțele de înmatriculare au simboluri de stat. În stânga este stema Moldovei și codul MD. În prima serie, stema a fost făcută sub formă de autocolant, ulterior au început să o turneze din aluminiu .
Plăcuțele de înmatriculare sunt atribuite proprietarului. Ele pot fi transferate de la un vehicul la altul și transferate unei alte persoane atunci când vehiculul este reînmatriculat.

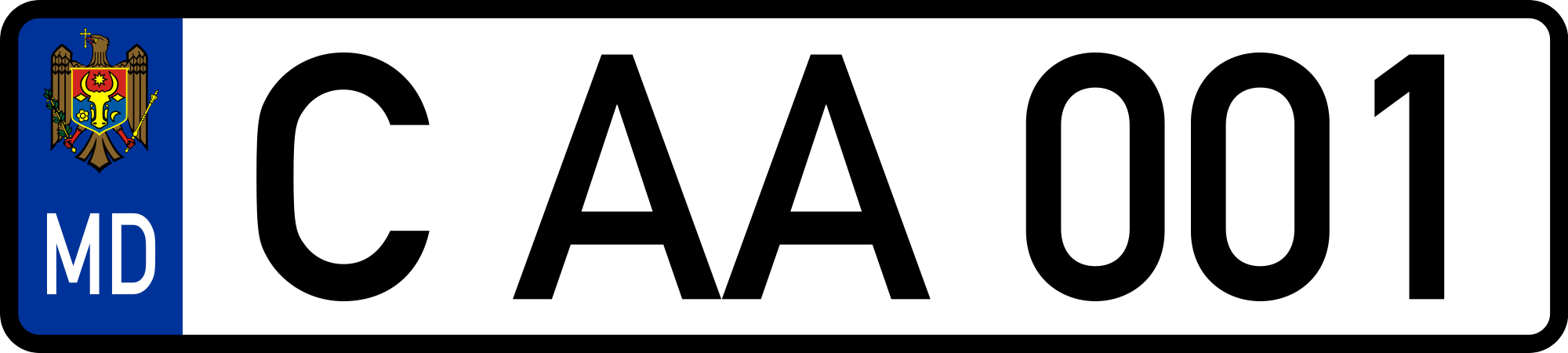
Numere de înmatriculare auto în Republica Moldova adoptate la 1 noiembrie 2011

Din 2008, există o oportunitate oficială de a selecta seria literelor și numerele plăcuței de înmatriculare contra unei taxe suplimentare  .
În timpul producției primei serii de plăcuțe de înmatriculare, a fost făcută o greșeală: în locul codului de stat MD a fost folosit codul MLD . Astfel de plăcuțe de înmatriculare au fost considerate incorecte, iar mașinile cu astfel de numere nu erau permise în afara graniței de stat a Moldovei.

### 2011-2015
De la 1 noiembrie 2011 au fost eliberate plăcuțele de înmatriculare ale unui nou eșantion. Designul camerelor a fost actualizat pentru a crește gradul de protecție a acestora.  Pe numerele de înregistrare, codul țării MD și stema țării sunt afișate pe fond albastru. În plus, numărul digital poate consta din una, două sau trei cifre, în locul celor trei cifre obligatorii utilizate anterior.

### Alte numere civile
- Plăcuțele de înmatriculare pentru transportul public

De la 1 martie 2014, vehiculelor angajate în transportul de persoane li se eliberează plăcuțe de înmatriculare care se potrivesc cu formatul plăcuțelor de înmatriculare obișnuite, dar au fond galben.
|  |

- Plăcuțe de înmatriculare pentru remorcă și semiremorcă

Până în jurul anului 2010, plăcuțele de înmatriculare practic (și uneori complet) nu diferă de numerele pe un singur rând sau pe două rânduri ale mașinilor. Din 2010, seria de litere și numerele au fost inversate, introducând astfel un format separat pentru plăcuțele de înmatriculare trasate; aceste numere au devenit doar un singur rând. Plăcuțele de înmatriculare trasate emise anterior sunt valabile pe termen nelimitat.

### Numere speciale:
| Număr | Proprietar |
| ----- | --- |
|       | Președintele Republicii Moldova |
|       | |
|       | Guvern |
|       | Parlament |
|       | Ministere |
|       | Forțele Armate |
|       | Ministerul Afacerilor Interne |
|       | Serviciul de Securitate |
|       | Autovehiculele persoanelor juridice străine și cetățenilor străini, apatrizilor, cu excepția corpului diplomatic, acreditat în RM                                                                                                 |
|       | Autovehiculele importate în regim vamal de admitere temporară de către persoanele fizice și juridice din RM |
|       | Autovehiculele radiate din evidență în cazul exportării definitive din RM |
|       | Autovehiculele cetățenilor străini și apatrizilor cu dreptul de ședere permanentă pe teritoriul RM |
|       | Automobilele de serviciu ale misiunilor diplomatice și cele personale ale personalului diplomatic |
|       | Autovehiculele oficiilor consulare, funcționarilor consulari, angajaților consulari și membrilor personalului de serviciu ai oficiilor consulare, precum și pentru autoturismele de serviciu ale oficiilor consulatelor onorifice |
|       | Autovehiculele membrilor personalului administrativ-tehnic și de serviciu ai misiunilor diplomatice, precum și unei categorii de colaboratori ai reprezentanțelor organizațiilor internaționale                                   |

Lista raioanelor/municipiilor din Republica Moldova, cu primele două litere ale numărului de înmatriculare respectiv unității teritoriale:
| Codul | Raionul       |
| ----- | ------------- |
| AN    | Anenii Noi    |
| BE    | mun. Tighina  |
| BL    | mun. Bălți    |
| BR    | Briceni       |
| BS    | Basarabeasca  |
| C; K  | mun. Chișinău |
| CC    | Camenca       |
| CH    | Cahul         |
| CL    | Călărași      |
| CM    | Cimișlia      |
| CR    | Criuleni      |
| CS    | Căușeni       |
| CT    | Cantemir      |
| DB    | Dubăsari      |
| DN    | Dondușeni     |
| DR    | Drochia       |
| ED    | Edineț        |
| FL    | Fălești       |
| FR    | Florești      |
| GE    | Găgăuzia      |
| GL    | Glodeni       |
| GR    | Grigoriopol   |
| HN    | mun. Hâncești |
| IL    | Ialoveni      |
| LV    | Leova         |
| NS    | Nisporeni     |
| OC    | Ocnița        |
| OR    | Orhei         |
| RB    | Râbnița       |
| RS    | Râșcani       |
| RZ    | Rezina        |
| SD    | Șoldănești    |
| SG    | Sângerei      |
| SL    | Slobozia      |
| SR    | Soroca        |
| ST    | Strășeni      |
| SV    | Ștefan Vodă   |
| TR    | Taraclia      |
| TL    | Telenești     |
| UN    | Ungheni       |

## Codificarea țărilor pe plăcuțele diplomatice:
| Cod | Țara                                         |
| --- | -------------------------------------------- |
| 111 | România                                      |
| 112 | Statele Unite ale Americii                   |
| 113 | Belarus                                      |
| 114 | Bulgaria                                     |
| 115 | Rusia                                        |
| 116 | China                                        |
| 117 | Germania                                     |
| 118 | Turcia                                       |
| 119 | Ungaria                                      |
| 120 | Ucraina                                      |
| 121 | Programul Națiunilor Unite pentru Dezvoltare |
| 122 | OSCE                                         |
| 123 | Peace Corps                                  |
| 124 | Franța                                       |
| 125 | FMI                                          |
| 126 | Polonia                                      |
| 127 | Israel                                       |
| 128 | Banca Mondială                               |
| 129 | Belgia                                       |
| 130 | TACIS                                        |
| 131 | Olanda                                       |
| 132 | Liban                                        |
| 134 | UNICEF                                       |
| 145 | IOM                                          |
| 157 | Austria                                      |
| 163 | Georgia                                      |
| 168 | Slovacia                                     |
| 172 | Bahrain                                      |
| 173 | Kazahstan                                    |
| 178 | Olanda                                       |